# 2017年のMLBドラフト
2017年のMLBドラフト（英語: 2017 First-Year Player Draft）は、メジャーリーグベースボールの第58回ドラフト会議で、2017年6月に行われたファースト・イヤードラフト（アマチュアドラフト）である 。 
1巡目と補償ラウンドを含む全体36位までは、 MLBネットワーク で6月12日に生中継され、残りについてはMLB公式サイトで6月13日から14日にかけて生配信された。
2016年MLB最下位のミネソタ・ツインズが全体1位指名となった 。補償指名枠は2016年のMLBドラフトで指名されたが契約しなかった選手がいるチームに配分された 。また、6球団が1巡目指名の後の戦力均衡ラウンドA、8球団が2巡目の後の戦力均衡ラウンドBの指名枠を得た 。ツインズは全体1位にロイス・ルイスを指名した。セントルイス・カージナルスの元スカウト部長が2013年と2014年にヒューストン・アストロズのデータベースに不正にアクセスして選手情報を入手したとして、本年ドラフトの2巡目（全体56位）と3巡目（全体75位）の指名権がアストロズに譲渡された。

## 1巡目指名
|  | = オールスター |  |            |  |
|  | = MLB未出場    |  | = 契約せず |  |

| 順位 | 選手                   | チーム                         | 守備位置 | 学校                                       |
| ---- | ---------------------- | ------------------------------ | -------- | ------------------------------------------ |
| 1    | ロイス・ルイス         | ミネソタ・ツインズ             | 遊撃手   | JSerra Catholic High School (CA)           |
| 2    | ハンター・グリーン     | シンシナティ・レッズ           | 投手     | Notre Dame High School (CA)                |
| 3    | マッケンジー・ゴア     | サンディエゴ・パドレス         | 投手     | Whiteville High School (NC)                |
| 4    | ブレンダン・マッケイ   | タンパベイ・レイズ             | 一塁手   | ルイビル大学                               |
| 5    | カイル・ライト         | アトランタ・ブレーブス         | 投手     | ヴァンダービルト大学                       |
| 6    | オースティン・ベック   | オークランド・アスレチックス   | 外野手   | North Davidson High School (NC)            |
| 7    | ペイビン・スミス       | アリゾナ・ダイヤモンドバックス | 一塁手   | バージニア大学                             |
| 8    | アダム・ヘイズリー     | フィラデルフィア・フィリーズ   | 外野手   | バージニア大学                             |
| 9    | ケストン・ヒウラ       | ミルウォーキー・ブルワーズ     | 二塁手   | カリフォルニア大学アーバイン校             |
| 10   | ジョー・アデル         | ロサンゼルス・エンゼルス       | 外野手   | Ballard High School (KY)                   |
| 11   | ジェイク・バーガー     | シカゴ・ホワイトソックス       | 三塁手   | Missouri State                             |
| 12   | シェーン・バズ         | ピッツバーグ・パイレーツ       | 投手     | Concordia Lutheran High School (TX)        |
| 13   | トレバー・ロジャース   | マイアミ・マーリンズ           | 投手     | Carlsbad High School (NM)                  |
| 14   | ニック・プラット       | カンザスシティ・ロイヤルズ     | 一塁手   | Huntington Beach High School (CA)          |
| 15   | J.B.ブカウスカス       | ヒューストン・アストロズ       | 投手     | ノースカロライナ大学                       |
| 16   | クラーク・シュミット   | ニューヨーク・ヤンキース       | 投手     | サウスカロライナ大学                       |
| 17   | エバン・ホワイト       | シアトル・マリナーズ           | 一塁手   | ケンタッキー大学                           |
| 18   | アレックス・ファエド   | デトロイト・タイガース         | 投手     | フロリダ大学                               |
| 19   | エリオット・ラモス     | サンフランシスコ・ジャイアンツ | 外野手   | Leadership Christian Academy (Puerto Rico) |
| 20   | デビッド・ピーターソン | ニューヨーク・メッツ           | 投手     | オレゴン大学                               |
| 21   | DL・ホール             | ボルチモア・オリオールズ       | 投手     | Valdosta High School (GA)                  |
| 22   | ローガン・ワーモス     | トロント・ブルージェイズ       | 遊撃手   | North Carolina                             |
| 23   | ジャレン・ケンドール   | ロサンゼルス・ドジャース       | 外野手   | ヴァンダービルト大学                       |
| 24   | タナー・ハウク         | ボストン・レッドソックス       | 投手     | ミズーリ大学                               |
| 25   | セス・ロメロ           | ワシントン・ナショナルズ       | 投手     | ヒューストン大学                           |
| 26   | バッバ・トンプソン     | テキサス・レンジャーズ         | 外野手   | McGill–Toolen Catholic High School (AL)    |
| 27   | ブレンドン・リトル     | シカゴ・カブス                 | 投手     | State College of –Sarasota                 |

### 補償ラウンド
| 順位 | 選手                   | チーム                   | 守備位置 | 学校                      |
| ---- | ---------------------- | ------------------------ | -------- | ------------------------- |
| 28   | ネイト・ピアーソン     | トロント・ブルージェイズ | 投手     | セントラルフロリダ大学    |
| 29   | クリストファー・シーズ | テキサス・レンジャーズ   | 遊撃手   | ウエストオレンジ学校 (FL) |
| 30   | アレックス・ランジ     | シカゴ・カブス           | 投手     | ルイジアナ州立大学        |

### 戦力均衡ラウンドA
| 順位 | 選手                   | チーム                       | 守備位置 | 学校                                   |
| ---- | ---------------------- | ---------------------------- | -------- | -------------------------------------- |
| 31   | ドリュー・ラスムッセン | タンパベイ・レイズ           | 投手     | オレゴン州立大学                       |
| 32   | ジーター・ダウンズ     | シンシナティ・レッズ         | 遊撃手   | Monsignorエドワードペース高等学校 (FL) |
| 33   | ケビン・メレル         | オークランド・アスレチックス | 遊撃手   | 南フロリダ大学                         |
| 34   | トリステン・ルッツ     | ミルウォーキー・ブルワーズ   | 外野手   | ジェームズ-マルタン高等学校 (TX)       |
| 35   | ブレント・ルッカー     | ミネソタ・ツインズ           | 外野手   | ミシシッピ州立大学                     |
| 36   | ブライアン・ミラー     | マイアミ・マーリンズ         | 外野手   | ノースカロライナ大学                   |

## 2巡目指名
| 順位 | 選手                           | チーム                         | 守備位置 | 学校                                                       |
| ---- | ------------------------------ | ------------------------------ | -------- | ---------------------------------------------------------- |
| 38   | スチュアート・フェアチャイルド | シンシナティ・レッズ           | 外野手   | Wake Forest                                                |
| 39   | ルイス・キャンプサーノ         | サンディエゴ・パドレス         | 捕手     | クロス・クリーク高等学校                                   |
| 40   | マイケル・メルカド             | タンパベイ・レイズ             | 投手     |                                                            |
| 41   | ドリュー・ウォーターズ         | アトランタ・ブレーブス         | 外野手   | エトワ高等学校                                             |
| 43   | グレッグ・ダイクマン           | オークランド・アスレチックス   | 外野手   | LSU                                                        |
| 44   | ドリュー・エリス               | アリゾナ・ダイヤモンドバックス | 三塁手   |                                                            |
| 45   | スペンサー・ハワード           | フィラデルフィア・フィリーズ   | 投手     | カリフォルニア・ポリテクニック州立大学サンルイスオビスポ校 |
| 47   | グリフィン・カニング           | ロサンゼルス・エンゼルス       | 投手     | UCLA                                                       |
| 48   | ライアン・ビラーデ             | コロラド・ロッキーズ           | 遊撃手   | スティルウォーター高等学校                                 |
| 49   | ギャビン・シーツ               | シカゴ・ホワイトソックス       | 一塁手   | Wake Forest                                                |
| 50   | カル・ミッチェル               | ピッツバーグ・パイレーツ       | 外野手   | ランチョ・バーナード高等学校                               |
| 51   | ジョー・デュナンド             | マイアミ・マーリンズ           | 遊撃手   | ノースカロライナ州立大学                                   |
| 52   | MJ・メレンデス                 | カンザスシティ・ロイヤルズ     | 捕手     | ウェストミンスター・クリスチャン高等学校                   |
| 53   | ジョー・ぺレス                 | ヒューストン・アストロズ       | 遊撃手   |                                                            |
| 54   | マット・サウアー               | ニューヨーク・ヤンキース       | 投手     | エルネスト・リゲッティ高等学校                             |
| 55   | サム・カールソン               | シアトル・マリナーズ           | 投手     | Burnsville High School (MN)                                |
| 56   | コービン・マーティン           | ヒューストン・アストロズ       | 投手     | テキサスA&M大学                                            |
| 58   | ジェイコブ・ゴンザレス         | サンフランシスコ・ジャイアンツ | 三塁手   | Chaparral High School (AZ)                                 |
| 59   | マーク・ビエントス             | ニューヨーク・メッツ           | 三塁手   | アメリカン・ヘリテージ高等学校                             |
| 61   | ヘイゲン・ダナー               | トロント・ブルージェイズ       | 捕手     | ハンティントンビーチ高等学校                               |
| 65   | ウィル・クロウ                 | ワシントン・ナショナルズ       | 投手     | サウスカロライナ大学                                       |
| 66   | ハンス・クラウス               | テキサス・レンジャーズ         | 投手     | デイナ・ヒルズ高等学校                                     |
| 67   | コーリー・アボット             | シカゴ・カブス                 | 投手     | ロヨラ・メリーマウント大学                                 |

### 戦力均衡ラウンドB
| 順位 | 選手                           | チーム                         | 守備位置 | 学校                   |
| ---- | ------------------------------ | ------------------------------ | -------- | ---------------------- |
| 68   | ドールトン・バーショ           | アリゾナ・ダイヤモンドバックス | 捕手     | Milwaukee              |
| 71   | タイラー・フリーマン           | クリーブランド・インディアンス | 遊撃手   | エティワンダ高等学校   |
| 75   | J.J.マティジェビック           | ヒューストン・アストロズ       | 二塁手   | アリゾナ大学           |
| 78   | スチュアート・フェアチャイルド | シンシナティ・レッズ           | 外野手   | ウェイクフォレスト大学 |

## その他注目選手
| 巡 目 | 順 位 | 選 手                        | チ ｜ ム                       | 守 備 位 置 | 学 校                                  |
| ----- | ----- | ---------------------------- | ------------------------------ | ----------- | -------------------------------------- |
| 3     | 76    | テイラー・ウォールス         | タンパベイ・レイズ             | 遊撃手      | フロリダ州立大学                       |
| 3     | 80    | フレディ・ターノック         | アトランタ・ブレーブス         | 投手        | リバービュー高等学校                   |
| 3     | 81    | ニック・アレン               | オークランド・アスレチックス   | 遊撃手      | フランシス・パーカー・スクール         |
| 3     | 84    | KJ・ハリソン                 | ミルウォーキー・ブルワーズ     | 三塁手      | ヒューストン大学                       |
| 3     | 85    | ルイス・ゴンザレス           | シカゴ・ホワイトソックス       | 外野手      | ニューメキシコ大学                     |
| 3     | 92    | トレバー・ステファン         | ニューヨーク・ヤンキース       | 投手        | アーカンソー大学                       |
| 3     | 94    | スコット・ハースト           | セントルイス・カージナルス     | 外野手      | カリフォルニア州立大学フラトン校       |
| 3     | 98    | マイク・バウマン             | ボルチモア・オリオールズ       | 投手        | ジャクソンビル大学                     |
| 3     | 99    | ライリー・アダムス           | トロント・ブルージェイズ       | 捕手        | サンディエゴ大学                       |
| 3     | 100   | コナー・ウォン               | ロサンゼルス・ドジャース       | 捕手        | ヒューストン大学                       |
| 4     | 106   | チャーリー・バーンズ         | ミネソタ・ツインズ             | 投手        | クレムソン大学                         |
| 4     | 113   | ジェイク・シャイナー         | フィラデルフィア・フィリーズ   | 捕手        | ヒューストン大学                       |
| 4     | 122   | キャナン・スミス＝インジグバ | ニューヨーク・ヤンキース       | 外野手      | ロックウォール・ヒース高等学校         |
| 4     | 129   | ケビン・スミス               | トロント・ブルージェイズ       | 三塁手      | メリーランド大学カレッジパーク校       |
| 5     | 139   | ジョシュ・フレミング         | タンパベイ・レイズ             | 投手        | ウェブスター大学                       |
| 5     | 140   | ブルース・ジマーマン         | アトランタ・ブレーブス         | 投手        | マウント・オリーブ大学                 |
| 5     | 152   | グレン・オット               | ニューヨーク・ヤンキース       | 投手        | ライス大学                             |
| 5     | 164   | ジェイコブ・ラッツ           | テキサス・レンジャーズ         | 投手        | ケント州立大学                         |
| 5     | 165   | ネルソン・ベラスケス         | シカゴ・カブス                 | 外野手      | PJ・エデュケーション・スクール         |
| 6     | 173   | ドルトン・ガスリー           | フィラデルフィア・フィリーズ   | 遊撃手      | フロリダ大学                           |
| 6     | 185   | デーン・マイヤーズ           | デトロイト・タイガース         | 投手        | ライス大学                             |
| 7     | 201   | パーカー・ダンシー           | オークランド・アスレチックス   | 投手        | ウェイクフォレスト大学                 |
| 7     | 202   | ホセ・カバレーロ             | アリゾナ・ダイヤモンドバックス | 二塁手      | チポラ大学                             |
| 7     | 203   | ニック・メイトン             | フィラデルフィア・フィリーズ   | 遊撃手      | リンカーンランド・コミュニティカレッジ |
| 7     | 204   | バウデン・フランシス         | トロント・ブルージェイズ       | 投手        | チポラ大学                             |
| 7     | 208   | ジャレッド・オリバ           | ピッツバーグ・パイレーツ       | 外野手      | アリゾナ大学                           |
| 7     | 214   | チェイス・ピンダー           | セントルイス・カージナルス     | 外野手      | Clemson                                |
| 7     | 220   | ザック・ポップ               | ロサンゼルス・ドジャース       | 投手        | ケンタッキー大学                       |
| 7     | 222   | カーク・マッカーティ         | クリーブランド・インディアンス | 投手        | 南ミシシッピ大学                       |
| 8     | 249   | ケイシー・クレメンス         | トロント・ブルージェイズ       | 一塁手      | テキサス大学オースティン校             |
| 8     | 252   | イーライ・モーガン           | クリーブランド・インディアンス | 投手        | ゴンザガ大学                           |
| 8     | 257   | パッキー・ノートン           | シンシナティ・レッズ           | 投手        | バージニア工科大学                     |
| 9     | 266   | ショーン・ブシャー           | コロラド・ロッキーズ           | 投手        | カリフォルニア大学ロサンゼルス校       |
| 10    | 286   | カルビン・フォーシェイ       | ミネソタ・ツインズ             | 投手        | カリフォルニア大学アーバイン校         |
| 10    | 289   | フェニックス・サンダース     | タンパベイ・レイズ             | 投手        | サウスフロリダ大学                     |
| 10    | 293   | コナー・ブログドン           | フィラデルフィア・フィリーズ   | 投手        | ルイスアンドクラーク州立大学           |
| 10    | 298   | ボー・サルサー               | ピッツバーグ・パイレーツ       | 投手        | ダートマス大学                         |
| 10    | 310   | ザック・レクス               | ロサンゼルス・ドジャース       | 外野手      | ケンタッキー大学                       |
| 10    | 313   | トレイ・ターナー             | ワシントン・ナショナルズ       | 投手        | Missouri State                         |
| 10    | 314   | ジョン・キング               | テキサス・レンジャーズ         | 投手        | ヒューストン大学                       |
| 11    | 331   | ブランドン・ビーラック       | ヒューストン・アストロズ       | 投手        | ノートルダム大学                       |
| 11    | 333   | JP・シアーズ                 | シアトル・マリナーズ           | 投手        | サウスカロライナ軍事大学               |
| 12    | 340   | ジェイコブ・アマヤ           | ロサンゼルス・ドジャース       | 投手        | サウスヒルズ高等学校                   |
| 12    | 348   | トム・コスグローブ           | サンディエゴ・パドレス         | 投手        | マンハッタン・カレッジ                 |
| 12    | 360   | コリン・スナイダー           | カンザスシティ・ロイヤルズ     | 投手        | ヴァンダービルト大学                   |
| 12    | 365   | ウィル・ベスト               | デトロイト・タイガース         | 投手        | スティーブン・F・オースティン州立大学  |
| 12    | 370   | アンドレ・ジャクソン         | ロサンゼルス・ドジャース       | 投手        | ユタ大学                               |
| 13    | 391   | ジェイク・マイヤーズ         | ヒューストン・アストロズ       | 外野手      | ネブラスカ大学リンカーン校             |
| 15    | 453   | トミー・ロメロ               | シアトル・マリナーズ           | 投手        | イースタン・フロリダ州立大学           |
| 15    | 459   | ライアン・ノダ               | トロント・ブルージェイズ       | 一塁手      | シンシナティ大学                       |
| 15    | 462   | カイル・ネルソン             | クリーブランド・インディアンス | 投手        | カリフォルニア大学サンタバーバラ校     |
| 15    | 464   | リッキー・バナスコ           | テキサス・レンジャーズ         | 投手        | ウィリストン高等学校                   |
| 16    | 476   | アラン・トレホ               | コロラド・ロッキーズ           | 遊撃手      | サンディエゴ州立大学                   |
| 16    | 491   | カッター・クロフォード       | ボストン・レッドソックス       | 投手        | フロリダ・ガルフ・コースト大学         |
| 16    | 495   | ブランドン・ヒューズ         | シカゴ・カブス                 | 投手        | ミシガン州立大学                       |
| 18    | 542   | ギャレット・ウィットロック   | ニューヨーク・ヤンキース       | 投手        | アラバマ大学バーミングハム校           |
| 19    | 584   | ロン・マリナッシオ           | ニューヨーク・ヤンキース       | 投手        | デラウェア大学                         |
| 19    | 584   | ニック・スナイダー           | テキサス・レンジャーズ         | 投手        | インディアンリバー州立大学             |
| 20    | 613   | ジェイク・カズンズ           | ワシントン・ナショナルズ       | 投手        | ペンシルベニア大学                     |
| 21    | 631   | チャズ・マコーミック         | ヒューストン・アストロズ       | 外野手      | ミラーズビル大学ペンシルベニア校       |
| 22    | 662   | ジャンソン・ジャンク         | ニューヨーク・ヤンキース       | 投手        | シアトル大学                           |
| 22    | 678   | J.J.マティジェビック         | ヒューストン・アストロズ       | 一塁手      | アリゾナ大学                           |
| 23    | 687   | マイキー・ドゥアルテ         | シカゴ・ホワイトソックス       | 遊撃手      | カリフォルニア大学アーバイン校         |
| 23    | 701   | ベイリー・オーバー           | ミネソタ・ツインズ             | 投手        | チャールストン・カレッジ               |
| 27    | 814   | コディ・ウィットリー         | セントルイス・カージナルス     | 投手        | マウント・オリーブ大学                 |
| 28    | 849   | デービス・シュナイダー       | トロント・ブルージェイズ       | 二塁手      | イースタン・リージョナル高等学校       |
| 29    | 862   | タリック・スクーバル         | アリゾナ・ダイヤモンドバックス | 投手        | シアトル大学                           |
| 29    | 872   | トリスタン・ベック           | ニューヨーク・ヤンキース       | 投手        | Stanford                               |
| 30    | 895   | ジェレミー・ビーズリー       | ロサンゼルス・エンゼルス       | 投手        | クレムソン大学                         |
| 32    | 955   | デビッド・マキノン           | ロサンゼルス・エンゼルス       | 一塁手      | ハートフォード大学                     |
| 32    | 960   | アンドリュー・ベックウィズ   | カンザスシティ・ロイヤルズ     | 投手        | Coastal Carolina                       |
| 33    | 983   | ベン・ブラウン               | フィラデルフィア・フィリーズ   | 投手        | ウォード・メルビル高等学校             |
| 36    | 1073  | ルーカス・ギルブレス         | コロラド・ロッキーズ           | 投手        | レガシー高等学校                       |
| 36    | 1081  | ジョシュ・ブロー             | ヒューストン・アストロズ       | 捕手        | マクレナン・コミュニティ・カレッジ     |
| 38    | 1129  | J.J.シュウォルツ             | タンパベイ・レイズ             | 捕手        | Florida                                |